# Марсико, Альберто
Альбе́рто Хосе́ Ма́рсико (исп. Alberto José Márcico; родился 13 мая 1960 года в Корриентесе) — аргентинский футболист, полузащитник. Играл за различные футбольные клубы в Аргентине и Франции, а также представлял сборную Аргентины по футболу.

## Карьера
Марсико дебютировал в профессиональном футболе в 1980 году с «Феррокарриль Оэсте» под руководством тренера Карлоса Тимотео Григуола. В 1982 году он вместе с командой выиграл чемпионат Насьональ, не проиграв ни одного матча. В 1984 году он помог «Ферро» выиграть второй Насьональ и был награждён титулом Футболист года в Аргентине.
В 1986 году Марсико был продан во французский клуб «Тулуза», где играл в течение шести лет, прежде чем вернуться в Аргентину в 1992 году, чтобы играть за «Бока Хуниорс». С «Бокой» он выиграл три турнира (чемпионат, Кубок обладателей Суперкубка Либертадорес и Золотой Кубок), но его карьера несколько раз прерывалась из-за травм. Один из лучших моментов в его карьере с «Бокой» имел место 18 июня 1995 года, когда он забил гол в Суперкласико в ворота «Ривер Плейт» на «Монументале». Его команда выиграла со счётом 4:2.
В 1996 году ему предложили вернуться в «Ферро», но он предпочёл присоединиться к своему бывшему тренеру, Григуолу, который тогда был у руля «Химнасия и Эсгрима». Марсико начал свою карьеру в «Химнасии», находясь в прекрасной форме, он забил 10 голов в 14 играх, но затем снова начались проблемы с травмами. В конце концов, это заставило его уйти со спорта в 1998 году.
После ухода с футбола Марсико начал тренерскую деятельность, он вернулся в «Боку» в 2002 году, став помощником Оскара Вашингтона Табареса. Он также в течение короткого периода был главным тренером «Нуэва Чикаго». Сейчас он содержит футбольную школу во французском городе Ош.